# Jan-Olof Strandberg
Gabriel Johan-Olof Strandberg, känd som Jan-Olof Strandberg, född 9 september 1926 i Adolf Fredriks församling i Stockholm, död 2 maj 2020 i Stockholm, var en svensk skådespelare, teaterchef och regissör.

## Biografi
Jan-Olof Strandberg var son till konstnären Gabriel Strandberg och Olga Bergman. Strandberg tjänstgjorde efter andra världskriget vid Försvarets Radioanstalt (FRA). Han studerade därefter vid Dramatens elevskola 1948–1951. Efter studierna engagerades han vid Upsala Stadsteater. Perioden 1955–1964 var han verksam vid Göteborgs stadsteater. Han engagerades 1964 vid Dramaten och blev chef där 1975, en tjänst han besatte till 1981. Utöver teater har han även regisserat och medverkat i film samt radio- och TV-teater.
Hösten 2006 och våren 2007 medverkade han i Erland Josephsons pjäs Blomsterplockarna som under hösten spelades på Strindbergs Intima Teater och under våren på Dramaten.
Strandberg var gift 1951–1958 med skådespelaren Anita Blom. Deras son var skådespelaren Mikael Strandberg. Från 1963 till sin död var han gift med Rigmor Sahlberg (född 1923), dotter till kapellmästaren Nils Sahlberg och Andrea Johansson.
Jan-Olof Strandberg är gravsatt i minneslunden på Norra begravningsplatsen utanför Stockholm.

## Priser och utmärkelser
- 1967 – Svenska teaterkritikers förenings Teaterpris
- 1969 – O'Neill-stipendiet
- 1969 – Svenska Dagbladets Thaliapris
- 1973 – Gösta Ekman-stipendiet
- 1974 – Svenska Akademiens teaterpris
- 1980 – Litteris et Artibus
- 1999 – Teaterförbundets guldmedalj

## Film och TV

### Filmografi (urval)
- 1947 – Sången om Stockholm
- 1948 – Flottans kavaljerer
- 1949 – Bara en mor
- 1951 – Bärande hav
- 1953 – Kvinnohuset
- 1954 – Seger i mörker
- 1955 – Vildfåglar
- 1956 – Sista paret ut
- 1957 – En drömmares vandring
- 1960 – Tre önskningar
- 1962 – Raggargänget
- 1963 – Lyckodrömmen
- 1963 – Adam och Eva
- 1964 – För att inte tala om alla dessa kvinnor
- 1965 – Resa
- 1965 – För vänskaps skull
- 1966 – Ön
- 1969 – Fadern
- 1971 – Troll
- 1972 – Mannen som slutade röka
- 1973 – Kvartetten som sprängdes
- 1981 – Varning för Jönssonligan
- 1983 – Ingenjör Andrées luftfärd
- 1989 – Resan till Melonia
- 1995 – Den röda fläcken
- 2000 – Trolösa

### TV-produktioner
- 1962 – Vintergatan
- 1962 – Sankt Antonius underverk
- 1963 – Vilddjurets bild
- 1963 – Societetshuset (TV-serie)
- 1965 – Resa
- 1965 – Alla mina söner
- 1967 – Möten
- 1967 – Den nakne mannen och mannen i frack
- 1968 – Markurells i Wadköping
- 1970 – Röda rummet
- 1970 – Körsbärsträdgården
- 1971 – I väntan på Godot
- 1973 – Kvartetten som sprängdes
- 1976 – Leva livet (TV-film)
- 1976 – Återkomsten
- 1977 – Bröderna (TV-serie)
- 1977 – Den jäktade
- 1977 – Den beslöjade damen
- 1982 – Soluppgång i Riga
- 1982 – Marknadsafton
- 1983 – Colombe (TV-teater)
- 1984 – Duellantens ansikte
- 1984 – Konsert för en sluten avdelning
- 1986 – Den nervöse mannen
- 1987–1988 – Goda grannar (TV-serie)Roll som brigadgeneral(överste) Claes Rylander
- 1987 – Ängslans boningar
- 1988 – Påsk
- 1992 – Luciafesten
- 1993 – Nästa man till rakning (TV-serie)
- 1999 – Offer och gärningsmän

## Teater

### Roller (ej komplett)
| År   | Roll                                  | Produktion                                        | Regi               | Teater                                 |
| ---- | ------------------------------------- | ------------------------------------------------- | ------------------ | -------------------------------------- |
| 1948 | Uriah Heep                            | David Copperfield Charles Dickens och Max Maurey  | Olle Hilding       | Dramaten                               |
| 1949 | Mannen                                | En dag av tusen Maxwell Anderson                  | Olof Molander      | Dramaten                               |
| 1950 | Olle Pamp                             | Ljungby horn Frans Hedberg                        | Carl-Henrik Fant   | Dramaten                               |
| 1950 | Klockaren                             | Brand Henrik Ibsen                                | Alf Sjöberg        | Dramaten                               |
| 1950 | Prospektören                          | Tokiga grevinnan Jean Giraudoux                   | Olof Molander      | Dramaten                               |
| 1950 | Hector, Léas hovmästare               | Chéri Colette                                     | Mimi Pollak        | Dramaten                               |
| 1950 | En hovman                             | Erik XIV August Strindberg                        | Alf Sjöberg        | Dramaten                               |
| 1950 | Quinn, polis                          | En radiobragd Charlotte Chorpenning               | Arne Ragneborn     | Dramaten                               |
| 1951 | Legree                                | Onkel Toms stuga Harriet Beecher Stowe            | Carl-Henrik Fant   | Dramaten                               |
| 1957 | Maken                                 | Stolarna Eugène Ionesco                           |                    | Göteborgs stadsteater                  |
| 1959 |                                       | Naken kvinna med violin Noël Coward               | Olof Bergström     | Göteborgs stadsteater                  |
| 1959 |                                       | Gisslan Brendan Behan                             | Staffan Aspelin    | Göteborgs stadsteater                  |
| 1959 |                                       | Plötsligt i somras Tennessee Williams             | Staffan Aspelin    | Göteborgs stadsteater                  |
| 1960 |                                       | Vintergatan                                       |                    | Göteborgs stadsteater, hösten 1960     |
| 1961 |                                       | Karneval James Thurber                            |                    | Göteborgs stadsteater, januari 1961    |
| 1961 | Oscar Andersson                       | Fridas visor Birger Sjöberg                       |                    | Göteborgs stadsteater, 15 mars 1961    |
| 1962 | Yang Sun, en flygare utan anställning | Den goda människan från Sezuan Bertholt Brecht    |                    | Göteborgs stadsteater, 9 november 1962 |
| 1963 |                                       | Atlashäxan George Bernard Shaw                    |                    | Göteborgs stadsteater, 1 mars 1963     |
| 1966 | Medverkande                           | I afton improviserar vi Luigi Pirandello          | Mimi Pollak        | Dramaten                               |
| 1969 | Mackie Kniven                         | Tolvskillingsoperan Kurt Weill och Bertolt Brecht | Alf Sjöberg        | Dramaten                               |
| 1971 | Tartuffe                              | Tartuffe Molière                                  | Mimi Pollak        | Dramaten                               |
| 1974 | Vielgeschrey                          | Den jäktade Ludvig Holberg                        | Henning Moritzen   | Dramaten                               |
| 1976 | Melin                                 | Chez nous Per Olov Enquist och Anders Ehnmark     | Lars Göran Carlson | Dramaten                               |
| 1987 | Aktör                                 | Drottningens juvelsmycke Carl Jonas Love Almqvist | Peter Oskarson     | Dramaten                               |
| 1988 | Kung Lear                             | Kung Lear (King Lear) William Shakespeare         | Anita Blom         | Helsingborgs stadsteater               |
| 1989 | Harpagon                              | Den girige Molière                                | Wilhelm Carlsson   | Dramaten                               |
| 1991 | Knappstöparen                         | Peer Gynt Henrik Ibsen                            | Ingmar Bergman     | Dramaten                               |
| 1994 | Johansson                             | Spöksonaten August Strindberg                     | Andrzej Wajda      | Dramaten                               |
| 1996 | Gorgibus                              | De löjliga preciöserna Molière                    | Thommy Berggren    | Dramaten                               |
| 1996 | Stellan von Ripa                      | Fint folk Kent Andersson                          | Thommy Berggren    | Dramaten                               |

### Regi (ej komplett)
| År   | Produktion     | Upphovsmän     | Teater                 |
| ---- | -------------- | -------------- | ---------------------- |
| 1992 | Dödgrävaren    | Hans Alfredson | Dramaten               |
| 2010 | Rut och Ragnar | Kristina Lugn  | Stockholms stadsteater |

## Radioteater
| År   | Roll   | Produktion                                         | Regi        |
| ---- | ------ | -------------------------------------------------- | ----------- |
| 1952 | Svante | Hillmans semester: Vatten över huvet Folke Mellvig | Lars Madsén |

### Fotnoter
1. ↑  https://www.svd.se/dodsannonser#/Case/649052
2. ↑  ”Skådespelaren Jan-Olof Strandberg är död”. Dagens Nyheter. 2 maj 2020. https://www.dn.se/kultur-noje/skadespelaren-jan-olof-strandberg-ar-dod/. Läst 4 maj 2020.
3. ↑  ””Svensk teater har förlorat en stor man””. Aftonbladet. https://www.aftonbladet.se/a/Opd661. Läst 4 maj 2020.
4. ↑  Svenska Dagbladet 8 juli 1951 sid.7
5. ↑  Strandberg, Jan-Olof G, skådespelare, fd teaterchef, Sthlm Vem är det : Svensk biografisk handbok / 1997 / s 1053.
6. ↑  SvenskaGravar
7. ↑  Ebbe Linde (16 februari 1957). ”'Stolarna' och 'En resande' på Göteborgs stadsteater”. Dagens Nyheter:  s. 10. http://arkivet.dn.se/arkivet/tidning/1957-02-16/46/10. Läst 31 augusti 2015.
8. ↑  ”Scenförändringar: Vårpjäser i Lilla London”. Dagens Nyheter:  s. 17. 23 april 1959. https://arkivet.dn.se/tidning/1959-04-23/109/17. Läst 26 september 2020.
9. ↑  Ebbe Linde (28 augusti 1959). ”Brendan Behans 'Gisslan'”. Dagens Nyheter:  s. 14. https://arkivet.dn.se/tidning/1959-08-28/232/14. Läst 26 september 2020.
10. ↑  ”Tidningsnotis”. Dagens Nyheter:  s. 20. 1 februari 1959. https://arkivet.dn.se/tidning/1959-02-01/30/20. Läst 26 september 2020.
11. ↑  ”Radioprogrammet”. Dagens Nyheter:  s. 20. 13 september 1952. https://arkivet.dn.se/tidning/1952-09-13/249/20. Läst 19 december 2021.